# Антрьолак
Антрьолак (на френски: Entrelacs) е град в източна Франция, част от департамент Савоа на регион Оверн-Рона-Алпи. Населението му е около 5 800 души (2013).
Разположен е на 355 метра надморска височина в Алпите, на 22 километра северно от Шамбери и на 36 километра северозападно от Албервил. Създаден е през 2015 година с обединяването на град Албанс с няколко съседни села и получава името си (буквално: „между езера“) заради местоположението си между езерата Анси и Бурже.